# Anton Schreiner

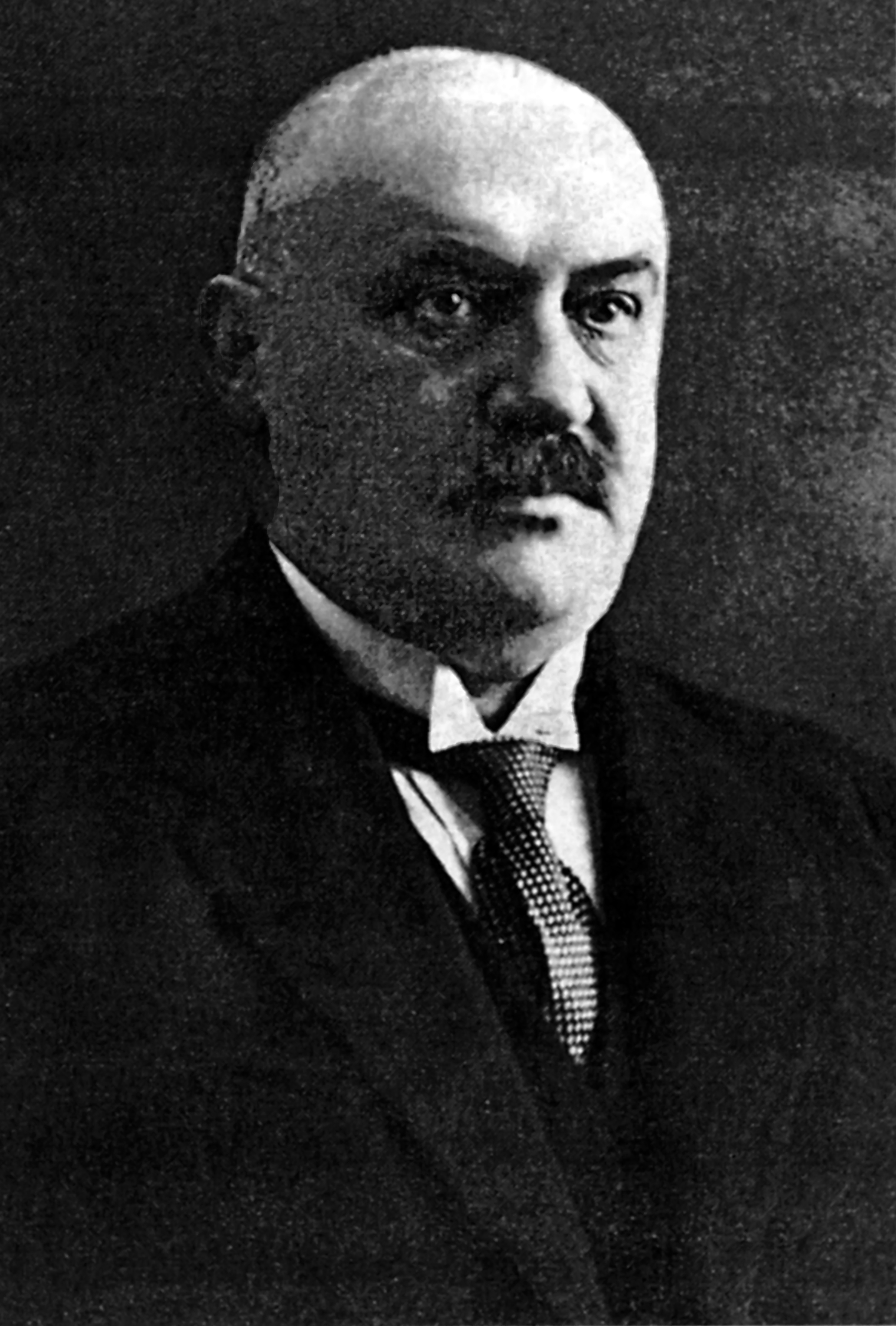
Anton Schreiner (vor 1933)

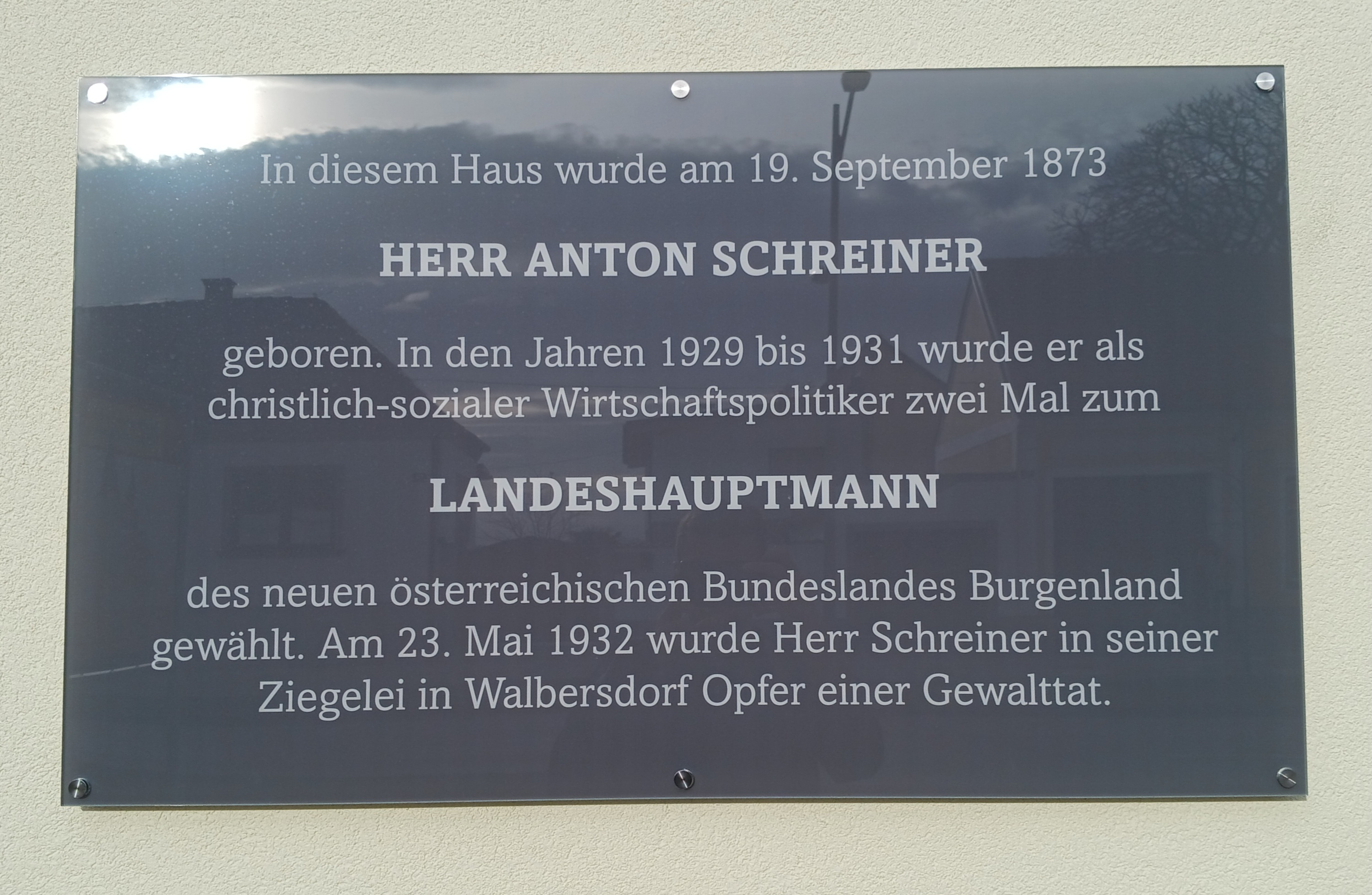
Gedenktafel am Geburtshaus in Neudörfl

Anton Schreiner (* 19. September 1873 in Neudörfl; † 23. Mai 1932 in Walbersdorf) war ein österreichischer Ziegeleibesitzer und Politiker (CS). Schreiner war verheiratet, Abgeordneter zum Burgenländischen Landtag, Landeshauptmann und Abgeordneter zum Nationalrat.

## Leben und Werk
Anton Schreiner wurde als Sohn des Fleischhauers und Gastwirts Matthias Schreiner aus Neudörfl geboren. Er besuchte die Volksschule in Wiener Neustadt und die Realschule in Sopron, an der er 1893 die Matura ablegte. Schreiner wechselte danach an die k.u.k. Technische Militärakademie in Wien und wurde 1896 Leutnant. Er diente im Festungsartillerieregiment Nr. 1 in Wien und war ab 1901 im Reserveverhältnis. Schreiner bewirtschaftete in der Folge den Besitz in Walbersdorf, der eine Ziegelei und eine Ökonomie umfasste. 
Während des Ersten Weltkriegs diente Schreiner zwischen 1914 und 1918 als Hauptmann der Reserve und war zuletzt Festungskommandant in Pola für das Panzerfort Stoja und die Küstenbatterien Obina und Verdulla. Ab Anfang 1918 bis Kriegsende war Schreiner Lehrer für Artillerie und Schießwesen an der Technischen Militärakademie in Mödling und übersiedelte anschließend wieder nach Walbersdorf.
Er war 1921 Mitglied des Leitungsausschusses der Christlichsozialen Partei für Westungarn 1921 und 1922 Mitglied der Verwaltungsstelle für das Burgenland. Er fungierte von 1924 bis 1931 als Kammerrat der Burgenländischen Handels- und Gewerbekammer und hatte zwischen dem 24. Juli 1929 und seinem Tod die Funktion des Landesparteiobmanns der Christlichsozialen Partei inne. Schreiner stand vom 10. Jänner 1928 bis zum 24. Juli 1929 als Landeshauptmann der Landesregierung Schreiner I vor und war vom 10. Dezember 1930 bis zum 28. Oktober 1931 Landeshauptmann der Landesregierung Schreiner II. Schreiner war zudem zwischen dem 2. Dezember 1930 und dem 23. Jänner 1931 Abgeordneter zum Nationalrat. Danach war Schreiner ab dem 5. Dezember 1930 Abgeordneter zum Landtag; er wurde am 23. Mai 1932 von dem aus Rohrbach stammenden Stephan Zeltner, einem ehemaligen Arbeiter in der Ziegelei Schreiners, den es wegen der Entlassung seines Bruders zur Vergeltung drängte, erschossen.
Er war Ehrenmitglied der katholischen Studentenverbindungen KaV Austro-Peisonia Wien und KHV Babenberg Wien im ÖCV.
Anlässlich seines 150. Geburtstages wurde im Oktober 2023 in Neudörfl vor dem Gebäude Hauptstraße 100 eine Gedenktafel enthüllt.